# Pedicularis myriophylla
Pedicularis myriophylla là loài thực vật có hoa thuộc họ Cỏ chổi. Loài này được Pall. mô tả khoa học đầu tiên năm 1776.